# Fabiola Herrera
Pour les articles homonymes, voir Herrera.
Fabiola Herrera, de son nom complet Fabiola Johana Herrera Zegarra, née le 18 juin 1987 à Lima au Pérou, est une footballeuse péruvienne qui joue au poste de défenseur. 
Elle est la sœur de l'international péruvien Jhoel Herrera.

## Biographie

### Carrière en club
Fabiola Herrera joue pour le JC Sport Girls et le Sporting Cristal avant de signer pour le Millonarios FC de Colombie en 2019. Elle devient de ce fait la première joueuse péruvienne à signer un contrat professionnel en dehors du Pérou. 
Elle rentre au Pérou en 2020 afin de jouer pour l'Universitario de Deportes.

### Carrière en équipe nationale
Fabiola Herrera joue le championnat sud-américain de 2006 en Argentine alors qu'elle n'avait pas encore commencé sa carrière professionnelle. Convoquée pour le Sudamericano Femenino 2010 en Équateur, elle fait son retour en sélection péruvienne en 2017 après une longue absence et dispute la Copa América 2022. Elle compte 20 capes en équipe du Pérou.

## Palmarès
| JC Sport Girls - Championnat du Pérou (1) : - Championne : 2017. |  | Universitario de Deportes - Championnat du Pérou (1) : - Championne : 2023. |